# تسوکوبا
تسوکوبا در استان ایباراکی در کشور ژاپن واقع شده‌است که دارای جمعیت ۲۰۷٬۳۱۴ نفر و مساحت ۲۸۴٫۰۷ کیلومتر مربع با تراکم جمعیت ۷۳۰ نفر در کیلومترمربع است و در تاریخ ۳۰ نوامبر ۱۹۸۷ به عنوان شهر شناخته شد.